# 검은비: 악의연대기
"검은비: 악의연대기"는 한국에서 제작된 장유근 감독의 2017년 액션 영화이다. 이설구 등이 주연으로 출연하였다.

## 출연

### 주연
- 이설구
- 박재훈
- 박태산
- 송보은
- 조운

### 조연
- 러스티